# 그레나다의 국기

비율 3:5

상선기 비율 1:2

해군기 비율 1:2

그레나다의 국기는 1974년 2월 7일 독립과 함께 제정되었다. 빨간색 띠에 그려진 여섯 개의 노란색 별은 그레나다의 행정 구역을, 빨간색 원 안에 그려진 노란색 별은 그레나다의 수도인 세인트조지스를 의미한다. 빨강은 용기와 생명력을, 노랑은 지혜와 따뜻함을, 녹색은 농업과 식물을 의미한다. 깃대 쪽에는 그레나다의 중요한 농산물인 육두구 열매가 그려져 있다.

## 색상
| 색상 | 빨강                | 노랑                 | 초록               |
| ---- | ------------------- | -------------------- | ------------------ |
| RGB  | 206–17–38 (#CE1126) | 252–209–22 (#FCD116) | 0–122–94 (#007A5E) |

## 역대 그레나다의 국기

1875년부터 1903년까지 사용된 그레나다의 국기
1903년부터 1967년까지 사용된 그레나다의 국기
1967년부터 1974년까지 사용된 그레나다의 국기